# Port lotniczy Angoche
Port lotniczy Angoche (port. Aeroporto Lichinga, IATA: ANO, ICAO: FQAG) – port lotniczy zlokalizowany w Angoche, w Mozambiku.